# Lebrancón
Lebrancón es una localidad española del municipio de Corduente, perteneciente a la provincia de Guadalajara, en la comunidad autónoma de Castilla-La Mancha. En 2017 tenía 14 habitantes.

## Historia
A mediados del siglo XIX, el lugar, por entonces con ayuntamiento propio, tenía contabilizada una población de 102 habitantes. Aparece descrito en el décimo volumen del Diccionario geográfico-estadístico-histórico de España y sus posesiones de Ultramar de Pascual Madoz de la siguiente manera:

LEBRANCON: l. con ayunt. en la prov. de Guadalajara (15 leg.), part. jud. de Molina (3), aud. terr. de Madrid (25), c. g. de Castilla la Nueva, dióc. de Sigüenza (10): sit. parte en llano y parte en cuesta, en una solana con esposicion al S.; goza de buena ventilacion y clima sano: tiene 68 casas; la de ayunt. en la que está la cárcel, graneros del pósito y escuela de instruccion primaria frecuentada por 15 alumnos de ambos sexos á cargo de un maestro dotado con 4 celemines de trigo por vec., y ademas las retribuciones de los discípulos; una igl. parr. (La Asuncion de Ntra. Sra.) matriz de la de Cuevas-labradas, servida por un cura y un sacristan; fuera de la pobl. hay una fuente de buenas aguas que surte al vecindario para beber y demas usos domésticos. térm.: confina N. Torote y Cuevas Minadas; E. Escalera; S. este último y Fuen-bellida, sirviendo de línea divisoria el Tajo, y O. Cuevas-labradas; dentro de él se encuentran varios manantiales de buenas aguas y las ermitas de La Soledad y San Roque: el terreno, fertilizado en parte por un arroyuelo que nace en el térm., participa de montuoso y llano, con algunas hondonadas de buena calidad; comprende un prado llamado los Arroyuelos, y bastantes huertos regados con el mencionado riach., que ademas presta el beneficio de impulsar un molino harinero; en todas direcciones se encuentran frondosos bosques poblados de pinos, sabinas, robles, encinas, bojes y otros arbustos, con infinidad de hierbas aromáticas y medicinales. caminos: los que se dirigen á los pueblos limítrofes. correo: se recibe y despacha en la adm. de Molina por un cartero que pagan varios pueblos. prod.: trigo, centeno, cebada, avena, garbanzos, judías, yeros, lentejas y otras legumbres, hortalizas, algo de fruta, miel, cera, maderas de construccion, leñas de combustible y carboneo, y buenos pastos, con los que se mantiene ganado lanar, cabrío, vacuno y el mular y asnal necesario para la agricultura; hay caza de ciervos, corzos, algun jabalí, perdices, conejos, liebres, palomas, tordos y otras aves: animales dañinos como lobos, zorras y garduñas. ind.: la agrícola, el molino harinero de que se ha hecho mérito, y el carboneo á que se dedican muchos vec. comercio: esportacion de frutos sobrantes, carbon, ganado y lana, é importacion de los art. de consumo que faltan. pobl.: 39 vec., 102 alm. cap. prod.: 572,480 rs. imp.: 45,250. contr.: 1,800.
(Madoz, 1847, pp. 108-109)

En 2017 contaba con 14 habitantes.

## Demografía
| Gráfica de evolución demográfica de Lebrancón entre 1842 y 1960 |
| |
| Población de derecho según los censos de población del INE Población de hecho según los censos de población del INEEntre el censo de 1857 y el anterior, crece el término del municipio porque incorpora a Cuevas Labradas, Cuevas Minadas y Torete Entre el censo de 1930 y el anterior, disminuye el término del municipio porque independiza a Cuevas Labradas y Torete Entre el censo de 1970 y el anterior, este municipio desaparece porque se integra en el municipio Torete |